# Markiana nigripinnis
Markiana nigripinnis és una espècie de peix de la família dels caràcids i de l'ordre dels caraciformes.

## Morfologia
- Els mascles poden assolir 10,4 cm de llargària total.[3]

## Hàbitat
Viu en zones de clima tropical entre 20 °C - 26 °C de temperatura.

## Distribució geogràfica
Es troba a Sud-amèrica: conques dels rius Paranà, Paraguai i Mamoré.